# Juan Cristóbal de Guardiola
Juan Cristóbal de Guardiola o bien Licenciado Christobal de Guardiola o simplemente Cristóbal Guardiola (Jumilla, ca. 1550-España, ca. 1626) era un noble español que ostentó el título de I señor del Estado de la Guardia en el reino de Toledo, además de ser el VIII alcaide de Jumilla hacia 1574 hasta su fallecimiento. Se licenció en jurisprudencia y se convirtió en uno de los más grandes letrados de España, por lo que formó parte del Consejo de Estado y Real Cámara de Felipe II y quien lo nombró como embajador para defender sus derechos dinásticos en el Reino de Portugal.

## Biografía hasta licenciarse de abogado

### Origen familiar y primeros años
Juan Cristóbal de Guardiola o simplemente Christobal de Guardiola había nacido hacia el año 1550 en la localidad de Jumilla, ubicada en el reino de Murcia que conformaba a la Corona de España.
Era hijo de Juan de Guardiola y Medina (n. ca. 1526) y de su esposa la noble María Martínez, nieto paterno de Juan de Guardiola y Sánchez Manuel (n. ca. 1505) y de su cónyuge Ana de Medina, sobrino nieto de Mateo de Guardiola y Aragón y bisnieto paterno de Miguel de Guardiola y Aragón Pacheco que fue teniente general del sitio de Granada de 1490 a 1492 y el III alcaide de Jumilla desde 1516 hasta 1519, y de su esposa Elvira Sánchez Manuel de Castilla y Carrillo de Albornoz.
Sus tatarabuelos paternos por vía masculina eran el caballero hidalgo Andrés Mateo de Guardiola y Aragón, capitán general de la Fronteras de Jumilla y del Marquesado de Villena desde 1475 hasta 1492 y —por suceder a su suegro el comendador santiaguista Rodrigo Pacheco, hijo ilegítimo del I marqués-duque Juan Pacheco— fue el II alcaide del castillo de Jumilla desde 1475 hasta 1516, y de su esposa Ginesa Pacheco Téllez-Girón.

### Licenciatura en Derecho

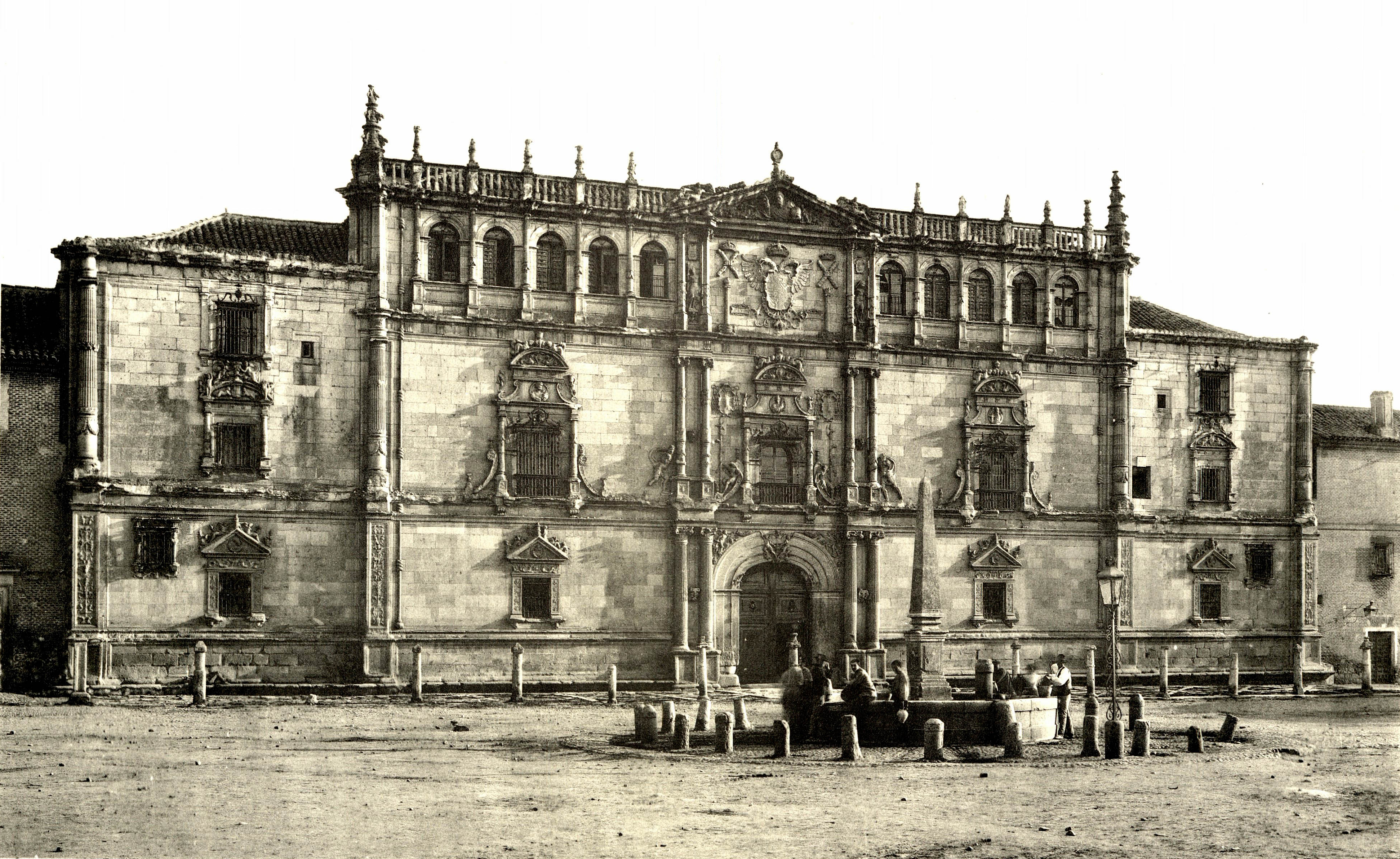
Universidad de Alcalá de Henares (fotografía de 1891).

Se licenció en jurisprudencia en la Universidad de Alcalá de Henares, y como abogado pasaría a los cuatro reinos de Andalucía hacia 1575 para ejercer de abogado en la ciudad de Granada.

## Alcaide de Jumilla y miembro del Concejo de Estado

### Alcaide jumillano y cargos municipales andaluces

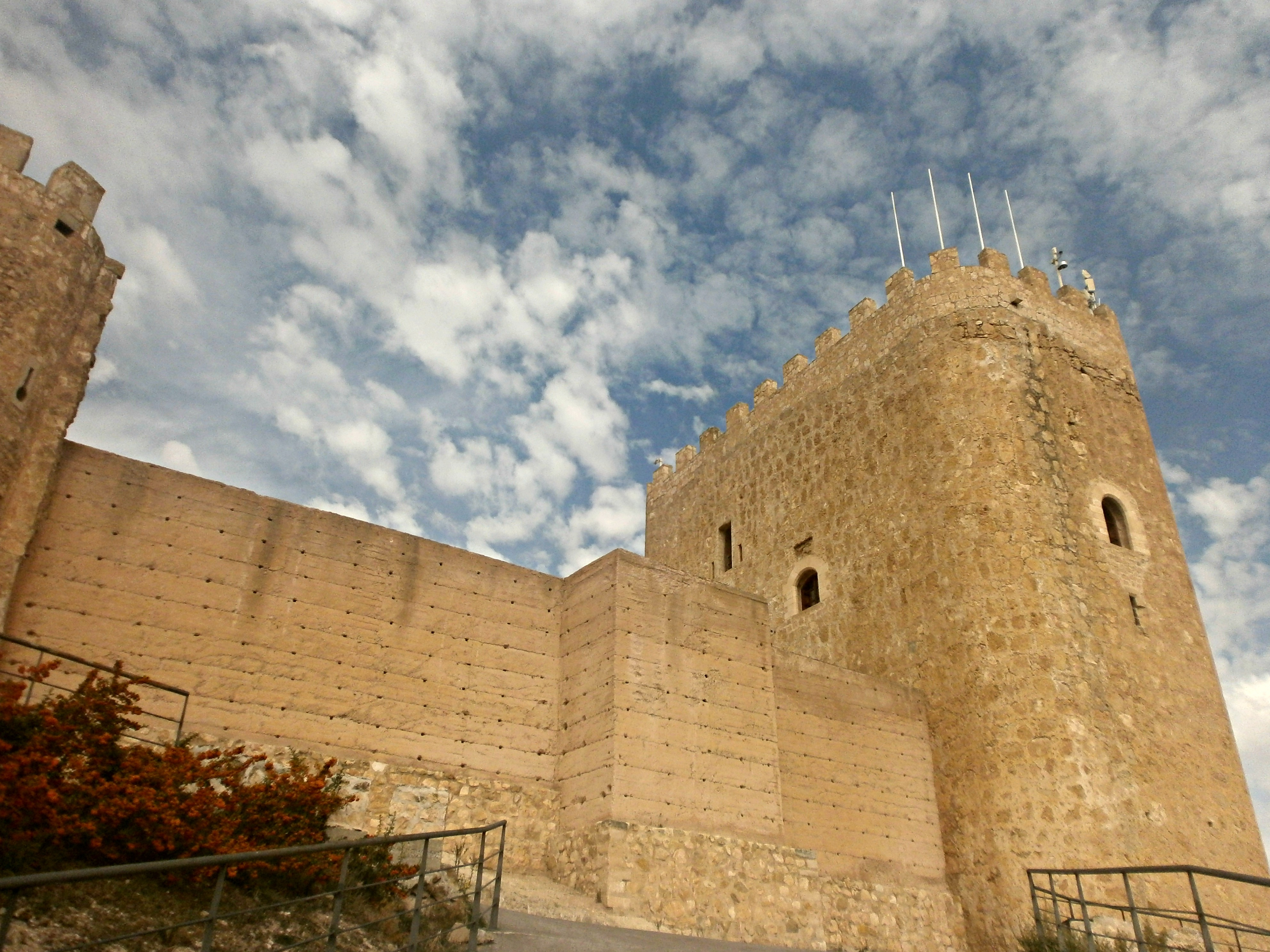
El castillo de Jumilla, reedificado en 1461 por el primer marqués Juan Pacheco.

Pasó a ostentar el título de VIII alcaide de Jumilla hacia 1574, el cual retornó desde los parientes lejanos del linaje de los marqueses Pacheco al suyo, siendo el cuarto del mismo.
Fue nombrado veinticuatro de Granada, en donde ejerció la abogacía. Posteriormente fue alcalde mayor perpetuo de sacas de Sevilla, y de esta manera, se convirtió en uno de los más grandes letrados de España.

### Miembro del Consejo de Estado y de la Real Cámara
Formó parte del Consejo de Estado y de la Real Cámara de Felipe II de España, y formando parte del mismo, dicho monarca lo mandó al Reino de Portugal como embajador para defender sus derechos dinásticos en el vecino país.

## Señor del Estado de la Guardia en el reino de Toledo y deceso

### Señor feudal
Ostentó los títulos de I señor de La Guardia, de Romeral, de Villanueva de Bogas y de Casar que en su conjunto sería llamado señorío del Estado de la Guardia en el Reino de Toledo.

### Fallecimiento
Finalmente el noble Juan Cristóbal de Guardiola fallecería en alguna parte de la Corona de España hacia el año 1626, cuando heredó la alcaidía de Jumilla directamente a su nieto homónimo mayor de edad.

## Matrimonio y descendencia
El licenciado Juan Cristóbal de Guardiola se había unido en matrimonio hacia 1576 en la ciudad de Granada con Violante del Pulgar y Sandoval (n. ca. 1550), una hija de Fernando Pérez del Pulgar y Sandoval (ca. 1510-Carmona, 19 de junio de 1579), II señor del Salar y de los Molinos de Fez, además de regidor de Loja y corregidor de Carmona, y de su esposa María de Robles y Herrera, y nieta paterna de Hernán Pérez del Pulgar y García Osorio "el de las Hazañas", I señor del Salar, y de su cónyuge Elvira de Sandoval Medina y Mendoza.
Fruto de dicho enlace entre Cristóbal de Guardiola y Violante del Pulgar Sandoval nacerían al menos seis hijos:
- Jerónimo de Guardiola y Aragón Sandoval (Granada, 14 de junio de 1577-La Guardia de Jaén, 12 de noviembre de 1620), II señor del Estado de la Guardia, que se enlazó en Madrid con Ana Enríquez de Guzmán[7][17][18] —una hija de Lope de Guzmán y Aragón, caballero de la Orden de Santiago y miembro del Consejo Real, y de Leonor Enríquez de Castilla,[18] su esposa— y concibieron al menos diez hijos, siendo el primogénito Cristóbal de Guardiola Aragón y Guzmán (n. ca. 1600), III señor del Estado de la Guardia,[16] cuyo nieto era Luis Antonio de Guardiola y Solís, I conde de Campo Rey que le fue adjudicado por merced del monarca Carlos II de España el 13 de mayo de 1683 y VI señor del Estado de la Guardia,[19] otro de los hijos era Juan de Guardiola y Enríquez de Guzmán (n. ca. 1610), IX alcaide de Jumilla hacia 1626, corregidor de Alarcón y capitán de infantería destinado en Frandes de los Países Bajos Españoles, que no dejó descendencia documentada,[16] y otra hija era Ana Enríquez de Guzmán y Aragón Guardiola que era a su vez la madre de Ana de Portocarrero y Enríquez de Guzmán Guardiola y la abuela de José de Guevara Fajardo y Duque de Estrada, VI marqués de Espinardo.[18]

- Francisco de Guardiola, canónigo de Sevilla.[17]

- Pedro de Guardiola, corregidor de Bujalance.[17]

- Diego de Guardiola que pasó a la América española.[17]

- Sebastiana de Guardiola casada con Gregorio de Palma, veinticuatro de Granada.[17]

- Cristóbal de Guardiola (f. Borgoña), capitán de caballos.[17]